# Petrović Đorđe Karađorđe
Petrović Đorđe Karađorđe, olykor magyarosan Petrovics Gyorgye Karagyorgye (Viševac, 1768. november 3. – Radovanjski Lug, 1817. július 24.) az első szerb felkelés vezetője, a Karađorđević család őse.

## Élete

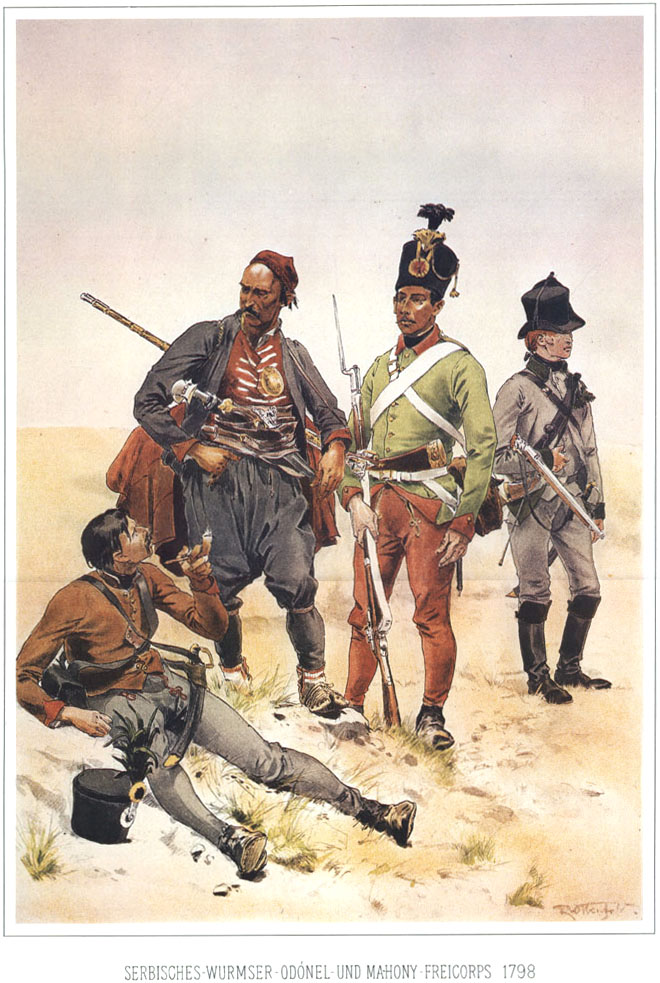
A szerb felkelők serege tíz éven át harcolt az ő vezetésével, és megújították a szerb államot

Közép-Szerbiában született, Kragujevactól nem messze szegény családba. Az orašaci nagygyűlésen a török elnyomás ellen kirobbant első szerb felkelés vezetőjévé (vozsd) választották. 1804. február 14-én Karađorđe vezetésével felkelés tört ki a janicsár hatalom és vallási elnyomás ellen. A felkelés egész Šumadijára (a mai Közép-Szerbia területe) kiterjedt. Karađorđe bátor és találékony hadvezér volt. Legkiemelkedőbb segédei a vojvodák voltak. A felkelők serege tíz éven át harcolt az ő vezetésével, és megújították a szerb államot. Harcukat az Orosz Birodalom anyagilag és katonailag is támogatta. 1807. júniusában orosz-szerb szövetséget kötöttek-, de a későbbi orosz-török harcok befejezésekor ezt Oroszország beszüntette. 1813. októberében elesett Belgrád, decemberre összeomlott a felkelés. Ő és más felkelők arra kényszerültek, hogy elhagyják az országot és Ausztriába meneküljenek (1813. szeptember 13.).
Karađorđe volt a Karađorđević-uralkodóház megalapítója.
Radovanjski Lugban Vujica Vulićević és Nikola Novaković gyilkolta meg 1817-ben Miloš Obrenović fejedelem parancsára.

## Családja
Feleségül vette Jelena Jovanovićot (1764–1842), aki hét gyermeket szült neki:
- Sima (1788)
- Sava (1793–1842); férje: Anton Ristrić
- Sara (1795–1842); 1. férje: Nikola Karamarković, 2. férje: Tosa Bojanić
- Pola (1797–1812); férje: Jovica Milanović
- Stamenka (1799–1875); 1. férje: Dimitri Pistić; 2. férje: Ilija Carapić
- Alexa (1801–1830); felesége: Marija Trokin
- Sándor (1806–1885), később Szerbia fejedelme lett; felesége: Persida Nenadović

## Irodalmi hivatkozás
- Dušan Baranin: A nagyúr. Bp., Európa, 1981. Fordította: Dudás Kálmán